# 圣贝纳尔杜 (阿威罗)
圣贝纳尔杜是葡萄牙阿威罗区的一个堂区。总面积3.98平方公里，总人口4079人，人口密度1024.9人/平方公里。